# Sandra Pisani
Alexandra Jane (Sandra) Pisani (Australië, 23 januari 1959 – Adelaide, 19 april 2022) was een Australisch hockeyster. 
Pisani werd in 1988 met de Australische ploeg olympisch kampioen. Pisani overleed op 63-jarige leeftijd aan kanker.

## Erelijst
- 1983 -   Wereldkampioenschap hockey [1] in Kuala Lumpur
- 1984 – 4e Olympische Spelen in Los Angeles
- 1986 - 6e Wereldkampioenschap hockey [2] in Amstelveen
- 1987 -  Champions Trophy Amstelveen
- 1988 –  Olympische Spelen in Seoel